# Jean Poueigh
Jean Marie Octave Géraud Poueigh, né à Toulouse le 24 février 1876 et mort le 14 octobre 1958 à Olivet (Loiret), est un compositeur, musicologue, critique, folkloriste français.

## Biographie
Élève de la Schola Cantorum de Paris, il est l'auteur d'œuvres de musique de chambre, vocale ou instrumentale, une sonate pour violon..., d'ouvrages lyriques : Perkain, opéra d'après une légende basque de Pierre Harispe, livret de Pierre-Barthélemy Gheusi, représenté à l'Opéra de Bordeaux le 16 janvier 1931, décors et costumes de Ramiro Arrue), le Roi de Camargue (joué à Marseille le 21 mai 1948). 
Parallèlement, il écrit beaucoup comme critique musical à l'Ère nouvelle. Après la représentation du ballet Parade (1917), il écrit une critique virulente et Erik Satie lui envoie quelques courriers incendiaires, le plus célèbre étant ainsi rédigé : « Monsieur et cher ami, vous n'êtes qu'un cul, pire, un cul sans musique ». Ceci ayant été envoyé sur une carte postale sans enveloppe, donc susceptible d'avoir été lu par la concierge, Satie échappera de peu à une condamnation à un an de prison pour diffamation publique.
Il s'intéresse à la musique traditionnelle, collectant les chansons du Pays basque et de l'Occitanie, et au-delà, à tout le folklore de ces régions sur lequel ses ouvrages font encore autorité.

## Œuvres musicales
- Pointes sèches
- Nocturnes
- Les lointains (1903)
- Suite Fünn
- Marche triomphale
- Rhapsodie des Pyrénées (1925)
- Suite montagnarde (1926)
- Le Meneur de Loups (1921), opéra
- Perkain (1932) opéra
- Le Roi de Camargue (1948), opéra
- Bois-Brûlé (1956) opéra
- Frivolant (1922), ballet en un acte avec Pierre Hortala[2]

## Œuvres littéraires
- Musiciens français d'aujourd'hui (écrit sous le pseudonyme d'Octave Séré), Paris, Mercure de France, 1921
- Chansons populaires des Pyrénées françaises, traditions, mœurs, usages, Paris, Auch, 1926
- Chants de Béarn et de Gascogne, en collaboration avec Simin Palay, 1951
- Le folklore des pays d’oc : la tradition occitane, Paris, Payot, 1952
- De la musique chez les Basques : leurs chants et leurs danses populaires, VIIIe Congrès d'études basques, 1954. Bayonne, Ustaritz